# Лауро (Казерта)
Лауро (итал. Lauro) је насеље у Италији у округу Казерта, региону Кампанија.
Према процени из 2011. у насељу је живело 1435 становника. Насеље се налази на надморској висини од 100 м.